# Incendie du 9 janvier 2022 dans le Bronx
L'incendie du 9 janvier 2022 dans le Bronx est survenu le matin du 9 janvier 2022 lorsqu'un incendie dans un gratte-ciel a tué dix-sept personnes, dont huit enfants, au Twin Parks (en) North West, Site 4, un immeuble d'appartements de grande hauteur dans l'arrondissement du Bronx à New York, aux États-Unis. Quarante-quatre personnes ont été blessées dont trente-deux avec leur pronostic vital engagé ont été envoyées dans cinq hôpitaux d'arrondissement différents. Quinze personnes étaient dans un état critique le lendemain de l'incendie,.

## Description
Il s'agit du troisième pire incendie résidentiel aux États-Unis en quatre décennies, et l'incendie le plus meurtrier à New York depuis l'incendie de la discothèque Happy Land (en), qui s'est produit à proximité en 1990,. L'incendie du Bronx a été également le deuxième incendie résidentiel majeur dans le nord-est des États-Unis en une semaine, survenu quatre jours après qu'un incendie dans un logement public (en) de Philadelphie a fait 12 morts,.
Les enquêteurs ont déterminé que l'incendie avait été causé par un appareil de chauffage défectueux qui avait pris feu. La fumée s'est propagée à travers le bâtiment en raison de deux portes à fermeture automatique défectueuses, causant des décès dans tout le bâtiment. Le feu était en grande partie confiné à un appartement; toutes les personnes tuées dans l'incendie sont mortes par inhalation de fumée, tandis qu'une douzaine de personnes gravement blessées ont été grièvement brûlées.